# Omicidio di Piersanti Mattarella
L'omicidio di Piersanti Mattarella, presidente della Regione Siciliana, venne commesso domenica 6 gennaio 1980 a Palermo. Mentre si recava a messa con la moglie Irma Chiazzese, la figlia Maria e la suocera Franca, il presidente siciliano fu freddato da un sicario di Cosa nostra.

## Contesto storico
Non si può comprendere la valenza dell'omicidio Mattarella come delitto politico senza soffermarsi brevemente sul contesto in cui esso maturò e su quale fosse l'ambiente in cui la vittima operava, quale leader nascente della Democrazia Cristiana, allievo di Aldo Moro della cui azione politica era stato attuatore precoce già con l'esperienza della Solidarietà Autonomistica, formula politica che aveva consentito la nascita del governo regionale da lui guidato con l'appoggio del PCI il 9 febbraio 1978, un mese prima del tragico agguato di via Fani, con il rapimento di Aldo Moro e il massacro della sua scorta.
Come osserva infatti Giovanni Grasso nel suo volume su Piersanti Mattarella, per una sorprendente coincidenza il "Giornale di Sicilia" era uscito in edicola la mattina della sua uccisione con una lunga intervista al Presidente della Regione Siciliana rilasciata il giorno precedente che ricostruiva la situazione del governo regionale ed evidenziava le difficoltà nel portare avanti la innovativa esperienza, quasi da laboratorio di politica quale di fatto è stata la Sicilia negli anni dal secondo dopoguerra in poi.
Incalzato dalle domande del direttore Giovanni Pepi, Mattarella rispondeva con la consueta concretezza. La giunta di transizione DC-PSI-PRI-PSDI era in crisi e si stava cercando di capire se la nuova, che doveva nascere, avrebbe potuto vedere nuovamente un ruolo attivo dei comunisti. Nel 1978, infatti, Mattarella aveva guidato un governo regionale con il coinvolgimento esterno del Partito Comunista Italiano: un fatto assolutamente nuovo per l'Italia. E la giunta era caduta proprio per il ripensamento dei comunisti siciliani. Il giornalista riportò a Mattarella le parole del responsabile enti locali della DC dell'epoca, Antonio Gava. Quest'ultimo aveva subordinato il futuro della collaborazione con il PCI nella giunta regionale siciliana alle conclusioni dell'imminente congresso democristiano. Il congresso doveva decidere se proseguire o meno la linea della solidarietà nazionale nel governo centrale. I livelli periferici si sarebbero poi dovuti adeguare. Pepi chiese allora a Mattarella se non ritenesse di sentirsi con le «armi spuntate», in attesa di decisioni che sarebbero state prese a Roma. L'intervistato rispose senza scomporsi:
(Piersanti Mattarella)
Il decennio appena iniziato, faceva notare Mattarella, non era nato sotto buoni auspici. Nel 1979 era scoppiata, a seguito della rivoluzione khomeinista in Iran, una vera e propria crisi energetica che aveva creato molti problemi all'economia occidentale mentre il processo di distensione tra USA e URSS aveva conosciuto una pesante battuta d'arresto. A fine dicembre i carri armati sovietici avevano invaso l'Afghanistan e in questo clima difficile l'Italia si apprestava, dopo scontri e polemiche, a ospitare sul proprio territorio le testate nucleari della NATO, i cosiddetti "euromissili" (installati successivamente nella base siciliana di Comiso). Di fronte a questa pesante situazione, ribadiva Mattarella, in Sicilia c'era bisogno di un governo stabile ed efficace:
(Piersanti Mattarella)
Non mancò nell'intervista un riferimento alla mafia. Il cardinale di Palermo, Salvatore Pappalardo, aveva da poco pubblicato una lettera pastorale, intitolata La persona umana e il diritto alla vita. Riflessioni per l'Avvento 1979, nella quale prendeva di petto non solo gli appartenenti ai clan mafiosi, ma puntava anche il dito sulla cosiddetta zona grigia, sul conformismo diffuso, sulla mancanza di coraggio, sul rifiuto della legalità, sul clientelismo, sulle complicità implicite: tutti fattori che costituivano il retroterra per la formazione della cultura mafiosa.
Accanto al delicato quadro internazionale, aggravato in Sicilia dalla scelta della base aerea di Comiso, istituita nell'allora aeroporto militare Vincenzo Magliocco quale sede dei missili da crociera statunitensi che costituivano la risposta occidentale all'installazione degli "euromissili" sovietici SS20 puntati su obiettivi dell'Europa occidentale nel territorio di paesi aderenti alla NATO (e contro cui si era mobilitato il movimento pacifista e le forze di sinistra, con la guida in Sicilia del deputato del PCI Pio La Torre che fu la vittima nel 1982 del terzo dei delitti politici siciliani), e al fenomeno del terrorismo che insanguinava l'Italia, vi era anche l'azione incalzante di associazioni segrete eversive quali la loggia massonica P2, che vedeva tra i propri aderenti, tra gli altri, i vertici di importanti istituzioni quali le forze armate, le forze di polizia, uomini politici, imprenditori, funzionari dello Stato a vari livelli.
Proprio il "Maestro Venerabile" Licio Gelli, capo della loggia P2, ebbe a dichiarare, in una sorprendente intervista rilasciata alla giornalista Marcella Andreoli per il settimanale Panorama del 13 agosto 1989, in risposta a una domanda sulle indagini dei magistrati di Palermo sul delitto Mattarella e, specificatamente, sul ruolo del terrorista nero Valerio Fioravanti: «Gli inquirenti non possono scoprire ogni responsabilità: alcuni delitti sono perfetti. Ma è ridicolo accusare i servizi segreti deviati o la P2».

## Cronologia degli eventi

### L'omicidio

Il luogo dell'attentato

La mattina di domenica 6 gennaio 1980, in via della Libertà a Palermo, mentre Mattarella, alla guida della propria Fiat 132, stava per recarsi a messa insieme alla moglie Irma Chiazzese, seduta al suo fianco, alla suocera Franca Chiazzese Ballerini e alla figlia Maria, sedute sul divano posteriore, un sicario si avvicinò all'automobile e lo freddò con colpi di rivoltella calibro 38 attraverso il finestrino, che venne frantumato. Il sicario, di cui la moglie Irma fissò l'andatura ballonzolante con l'espressione del viso gentile e lo sguardo di ghiaccio, dopo i primi cinque o sei colpi si allontanò per avvicinarsi a una Fiat 127 bianca ferma pochi metri più avanti, ricevendo da un complice che era alla guida un'altra rivoltella calibro 38 con cui, tornato indietro verso la vettura di Mattarella, esplose altri colpi con traiettoria diagonale attraverso il finestrino posteriore destro che attinsero la vittima e ferirono a una mano la signora Irma Chiazzese, che aveva tentato di coprire e proteggere il volto di suo marito, ormai con il busto reclinato sulla destra, sulle gambe della moglie.
Successivamente anche il figlio Bernardo, che si era attardato nel seminterrato adibito ad autorimessa in cui Mattarella era solito parcheggiare la propria vettura, accorse risalendo la rampa di accesso al garage potendo osservare la Fiat 127 che si allontanava lungo via Libertà. La Fiat 127 bianca venne poi ritrovata, verso le ore 14:00, abbandonata lungo lo scivolo di un garage di via Maggiore De Cristoforis, angolo via degli Orti, a circa 700 metri dal luogo del delitto.
Al momento del rinvenimento, sulla FIAT 127 erano montate targhe contraffatte: la targa anteriore era composta da due pezzi, rispettivamente "54" e "6623 PA"; quella posteriore da tre pezzi, rispettivamente "PA", "54" e "6623". La Fiat 127 risultava sottratta mentre era momentaneamente parcheggiata, in seconda fila e con le chiavi inserite nel quadro, in via De Cosmi, a circa 500 metri dal luogo del delitto, intorno alle ore 19:30 del precedente giorno 5 gennaio. Le targhe originali dell'auto (PA 536623) erano state alterate, come si è detto, mediante l'applicazione degli spezzoni delle targhe PA 549016, asportate (dopo le 23:00 dello stesso giorno 5 gennaio) da una Fiat 124 posteggiata in via delle Croci, a circa un chilometro di distanza dal luogo del delitto. Non venivano ritrovate le altre parti delle targhe delle due auto (PA - 53 - 9016), non utilizzate per le alterazioni di cui si è detto.
Risultava quindi, e veniva evidenziato nel rapporto di polizia giudiziaria, che i luoghi dell'agguato e del rinvenimento della Fiat 127, ma anche - con particolare singolarità - quelli dei furti preliminari al delitto (della Fiat 127 e delle targhe della Fiat 124), distavano poche centinaia di metri l'uno dall'altro, dando conto di una preparazione dell'azione delittuosa svolta a pochissima distanza dal luogo in cui dopo poche ore la si sarebbe portata a compimento.
Le perizie balistiche disposte dalla Procura della Repubblica di Palermo accertarono che per l'omicidio di Piersanti Mattarella vennero usati due revolver, probabilmente un Colt Cobra e un Rohm oppure un Charter Arms, utilizzando munizioni calibro 38 special con palla wadcutter e palla Super Police da 200 grani. Il particolare dell'utilizzo della palla wadcutter, il cui uso è insolito al di fuori dei poligoni di tiro (dove trova applicazione per via della precisione con cui, grazie alla punta cilindrica, produce le tipiche forature circolari senza slabbrature ben visibili sui bersagli di cartone), trova riscontro nella perizia autoptica svolta dal professor Paolo Giaccone (che sarà a sua volta vittima l'11 agosto 1982 di un agguato mafioso all'interno del Policlinico universitario di Palermo oggi a lui intitolato) insieme al dottor Alfonso Verde, dell'Istituto di medicina legale dell'Università degli Studi di Palermo, che evidenziò come tre dei proiettili repertati, esplosi dalla sinistra verso destra della vittima e quasi orizzontalmente mentre Mattarella era seduto alla guida della propria autovettura, fossero tutti di piombo nudo a testa piatta.
In seguito alla morte di Piersanti Mattarella il vice presidente, il socialista Gaetano Giuliano, guidò la giunta regionale fino al termine della legislatura, avvenuta cinque mesi dopo. Nel luogo dove è avvenuto l'omicidio è stata posta una targa in suo ricordo.

### Le prime reazioni
Inizialmente fu considerato un attentato terroristico, poiché subito dopo il delitto arrivarono rivendicazioni da parte di un sedicente gruppo neofascista. In seguito e per tutto l'iter della lunga istruttoria e del conseguente processo penale l'omicidio di Piersanti Mattarella è stato considerato un delitto politico-mafioso e come tale trattato insieme agli omicidi di Michele Reina (9 marzo 1979) e di Pio La Torre e Rosario Di Salvo (30 aprile 1982).
Pur nel disorientamento del momento, il delitto apparve anomalo per le sue modalità, portando il giorno stesso lo scrittore Leonardo Sciascia ad alludere, in un breve articolo pubblicato dal Corriere della Sera sulla prima pagina del 7 gennaio 1980 e in altre dichiarazioni pubbliche, a "confortevoli ipotesi" che avrebbero potuto "inevitabilmente" ricondurre l'omicidio alla mafia siciliana a discapito di meno confortevoli e più complessi scenari che furono invece poi delineati da Giovanni Falcone nella sua indagine sui cosiddetti "delitti politici" siciliani.
Ancora più incisiva fu l'omelia del cardinale Salvatore Pappalardo, Arcivescovo di Palermo, nel corso della messa esequiale per Piersanti Mattarella celebrata l'8 gennaio 1980 nella cattedrale di Palermo. Nel suo intervento Pappalardo sostenne con vigore che "una cosa sembra emergere sicura, ed è l'impossibilità che il delitto sia attribuibile a sola matrice mafiosa. Ci devono essere anche altre forze occulte, esterne agli ambienti, pur tanto agitati, della nostra Isola. Palermo e la Sicilia non possono accettare o subire l'onta di essere l'ambiente in cui ha maturato l'atroce assassinio".
Francesco Cossiga ha sostenuto che la mafia volle la morte di Piersanti Mattarella perché questi non era disponibile a concederle contropartite per quell'appoggio elettorale che essa aveva concesso alla DC proprio su richiesta del padre della vittima, Bernardo; questi infatti, grazie alla moglie "appartenente a famiglia non mafiosa ma rispettata dalla mafia", aveva potuto avvicinare Cosa nostra nel Trapanese e dissuaderla dal votare per le sinistre.
L'agente segreto francese Pierre de Villemarest, appaiandosi alle ricordate impressioni di Sciascia, ha suggerito che mafia e P2, quest'ultima presumibilmente tramite l'eversione di destra, abbiano collaborato sin dal 1970 per sorvegliare e poi uccidere Mattarella per conto del KGB, in quanto il politico siciliano sosteneva il compromesso storico per snaturare il PCI e sottrarlo all'influenza sovietica.

## Indagini

### La testimonianza di Cristiano Fioravanti

Valerio Fioravanti, leader dei NAR, processato e poi assolto come esecutore materiale dell'omicidio Mattarella

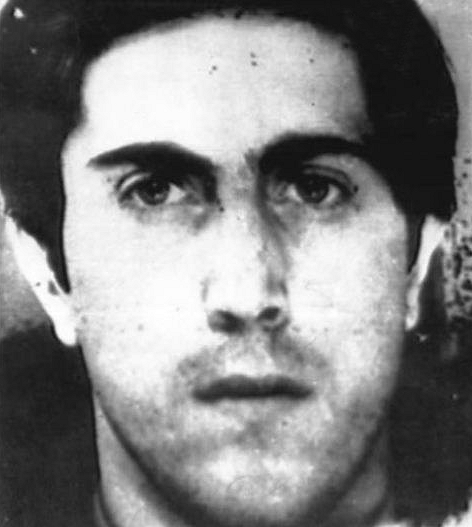
Gilberto Cavallini, terrorista dei NAR, indicato come secondo sicario di Mattarella, processato e poi assolto

Francesco Mangiameli, capo palermitano di Terza posizione, ucciso da un commando dei NAR nel settembre 1980

Le indagini giudiziarie procedettero con difficoltà e lentezza; il primo a fornire un rilevante contributo investigativo fu Cristiano Fioravanti, appartenente, insieme al fratello Valerio, a gruppi romani dell'estrema destra - che dopo il suo arresto (8 aprile 1981) maturava un progressivo e autentico pentimento e si apriva a una fattiva collaborazione con la magistratura, ammettendo la propria responsabilità e fornendo precise e coerenti indicazioni probatorie in relazione a numerosi e gravissimi delitti.
In particolare, con riferimento all'omicidio di Piersanti Mattarella, Cristiano Fioravanti fornì le prime indicazioni tra il 1982 e il 1985, iniziando a parlarne già nella sua deposizione davanti al Giudice istruttore di Roma del 28 ottobre 1982, proseguendo poi con quelle rese al Giudice istruttore di Palermo il 25 gennaio 1983:
(Cristiano Fioravanti)
Queste le dichiarazioni di Cristiano Fioravanti davanti al giudice Falcone del 29 marzo 1986, che lega il delitto di Mattarella con la necessità di eliminare anche Francesco Mangiameli, dirigente siciliano di Terza posizione poi ucciso dai fratelli Fioravanti il 9 settembre del 1980:
(Cristiano Fioravanti)
Secondo la testimonianza del fratello Cristiano, Valerio Fioravanti avrebbe goduto dell'appoggio di esponenti dell'estrema destra palermitana: oltre a Mangiameli, avrebbe fornito un supporto anche Gabriele De Francisci, militante del FUAN e parente del prefetto Gaspare De Francisci, direttore dell'UCIGOS del Ministero dell'interno dal 1978 al 1981, che avrebbe messo a disposizione un appartamento nei pressi dell'abitazione della vittima, e la contropartita dell'omicidio sarebbe stata l'aiuto della mafia nel fallito tentativo d'evasione del leader ordinovista Pierluigi Concutelli, all'epoca detenuto nel carcere dell'Ucciardone. Le indagini accertarono che le zie di Gabriele De Francisci possedevano in effetti tre abitazioni nella zona di via Libertà, a pochi metri dal luogo del delitto Mattarella: la prima, in via Rapisardi, di proprietà di Enrica De Francisci, sposata Di Cristina; la seconda, in via Ariosto, di proprietà di Lidia De Francisci, sposata Montalbano; la terza, in via Tasso, di proprietà della zia Brigida De Francisci, sposata Chimenti. Tali circostanze facevano apparire credibile, riscontrandolo, il racconto di Cristiano Fioravanti e si ricollegavano alle modalità di preparazione ed esecuzione del delitto precedentemente descritte, tutte confinate a una zona in prossimità del luogo del delitto, rispetto alle quali la disponibilità di una "base di appoggio" vicinissima (a poche decine di metri dal luogo dell'agguato) - certamente non usuale per un delitto di mafia - avrebbe potuto giocare un ruolo determinante per l'ospitalità dei killer prima e dopo l'esecuzione del delitto e per la buona riuscita dell'intera operazione criminale.
Il lungo e travagliato percorso di pentimento e di collaborazione di Cristiano Fioravanti con il giudice Falcone durò fino al 1990. Negli ultimi interrogatori resi al giudice istruttore di Palermo Cristiano Fioravanti, che invero non ritrattò mai le sue accuse al fratello, precisò e spiegò i motivi per cui non era in grado di proseguire la sua collaborazione.
In particolare, il 16 marzo 1990 dichiarò:
(Cristiano Fioravanti)
Successivamente, nell'interrogatorio del 24 luglio 1990 aggiunse:
(Cristiano Fioravanti)

### Le testimonianze dei boss pentiti
Nel corso dell'attività d'indagine della Procura di Palermo, parallelamente alle circostanziate dichiarazioni di Cristiano Fioravanti alcuni collaboratori di giustizia di estrazione mafiosa fornivano interpretazioni e riferivano variegate e contraddittorie circostanze relative sia agli aspetti motivazionali del delitto sia alle sue modalità esecutive. Tra questi, Tommaso Buscetta, che nell'interrogatorio del 25 luglio 1984 davanti al giudice Giovanni Falcone, affermò:
(Tommaso Buscetta)
L'inchiesta sul delitto Mattarella doveva confluire nel procedimento penale "Abbate Giovanni + 706" (il cosiddetto "maxiprocesso di Palermo" derivato dalle dichiarazioni di Buscetta) ma venne stralciata per consentire un approfondimento istruttorio.

Ulteriori dichiarazioni vennero fatte da Francesco Marino Mannoia nel corso dell'interrogatorio dell'8 ottobre 1989 sempre dinanzi al giudice Falcone:
(Francesco Marino Mannoia)
Angelo Izzo, pluriomicida autore del tristemente noto "massacro del Circeo" ed ex militante di estrema destra, interrogato dal giudice istruttore di Bologna (che indagava sulla strage del 2 agosto 1980) l'8 aprile 1986 e poi da Falcone stesso, descrisse nei dettagli l'omicidio citando però particolari relativi all'abbigliamento del killer e alle armi adoperate che si rivelavano falsi perché - relativamente all'abbigliamento - in contrasto con le testimonianze oculari rese nell'immediatezza del delitto e poi - relativamente alle armi impiegate - smentiti dagli esiti delle perizie balistiche e dai primi rapporti di polizia giudiziaria:
(Angelo Izzo)

### Le ipotesi di Giovanni Falcone
Nel maggio 1990 l'allora sindaco di Palermo Leoluca Orlando intervenne durante una puntata della seguitissima trasmissione televisiva di Rai 3 Samarcanda, scagliandosi contro Falcone, ospite in studio, che, a suo dire, avrebbe "tenuto chiusi nei cassetti" una serie di documenti scottanti riguardanti le indagini sui "delitti politici" Mattarella, Reina e La Torre per occultare le responsabilità politiche negli omicidi in questione (il cosiddetto "terzo livello") ma Falcone, rivolto direttamente a Orlando, dirà: «Questo è un modo di far politica attraverso il sistema giudiziario che noi rifiutiamo. Se il sindaco di Palermo sa qualcosa, faccia nomi e cognomi, citi i fatti, si assuma le responsabilità di quel che ha detto. Altrimenti taccia: non è lecito parlare in assenza degli interessati».
Nonostante le contraddittorie testimonianze rese da soggetti appartenenti a universi criminali apparentemente distinti quali il terrorismo nero e l'associazione mafiosa, Giovanni Falcone seguiva un percorso d'indagine molto cauto e all'insegna della riservatezza ma molto deciso: solo la recente desecretazione da parte della Commissione parlamentare antimafia ha consentito di conoscere il tenore delle sue dichiarazioni del 3 novembre 1988, che indicavano chiaramente la sua linea interpretativa dei fatti oggetto di indagine, che poi avrebbe trasposto negli atti giudiziari, a cominciare dalla requisitoria per i delitti politici.
Dichiarò in proposito in quella sede Giovanni Falcone, che nel 1988 ricopriva il ruolo di giudice istruttore: «L'indagine è estremamente complessa perché si tratta di capire se e in quale misura 'la pista nera' sia alternativa rispetto a quella mafiosa, oppure si compenetri con quella mafiosa. Il che potrebbe significare altre saldature e soprattutto la necessità di rifare la storia di certe vicende del nostro Paese, anche da tempi assai lontani».
La chiara linea interpretativa anzidetta viene ribadita negli atti giudiziari che portarono la Procura di Palermo a quella corposa requisitoria di 1690 pagine sui "delitti politici" siciliani (le uccisioni di Michele Reina, segretario provinciale della Democrazia Cristiana, dello stesso Mattarella, di Pio La Torre e del suo autista Rosario Di Salvo) che, depositata il 9 marzo 1991, costituì l'ultimo atto investigativo di Giovanni Falcone. Questi, che la sottoscrisse nella qualità di procuratore aggiunto, puntava fermamente sulla colpevolezza dei terroristi di estrema destra Giuseppe Valerio Fioravanti e Gilberto Cavallini, leader dei Nuclei Armati Rivoluzionari (NAR), quali esecutori materiali del delitto, in un contesto di cooperazione tra Cosa nostra (nella persona di Pippo Calò, "ambasciatore" dei Corleonesi a Roma), gli ambienti del terrorismo eversivo neofascista, la P2 di Licio Gelli e la banda della Magliana: questi rapporti furono chiariti da diversi personaggi vicini a questi ambienti che avevano scelto di collaborare con la giustizia, tra cui Cristiano Fioravanti, Paolo Bianchi, Angelo Izzo, Sergio Calore, Stefano Soderini, Paolo Aleandri e Walter Sordi.
L'ipotesi accusatoria di Falcone e della Procura della Repubblica, cui risultava la presenza a Palermo di Valerio Fioravanti nel gennaio 1980 peraltro da questi ammessa in dichiarazioni rese ad altre autorità giudiziarie, era fondata in particolare sulle dichiarazioni del fratello Cristiano Fioravanti e sul riconoscimento di Valerio Fioravanti sia da parte di Irma Chiazzese (moglie di Piersanti Mattarella), testimone oculare ravvicinata del delitto, sia da parte di Marina Pipitone (moglie di Michele Reina), testimone oculare (anch'essa ravvicinata) dell'agguato del 9 marzo 1979 in cui aveva perso la vita suo marito, all'epoca segretario provinciale della Democrazia Cristiana a Palermo.
Nel giugno 1991 il giudice istruttore Gioacchino Natoli rinviò a giudizio per il delitto Mattarella i membri della "Commissione" o "Cupola" di Cosa nostra (Michele Greco, Salvatore Riina, Bernardo Provenzano, Giuseppe Calò, Bernardo Brusca, Francesco Madonia, Antonino Geraci) sulla base del cosiddetto "teorema Buscetta" (secondo cui gli omicidi di un certo rilievo non potevano avvenire senza l'assenso del vertice mafioso) unitamente a Giuseppe Valerio Fioravanti e Gilberto Cavallini, quali esecutori materiali del delitto, facendo sostanzialmente propria la requisitoria della Procura di Palermo. Furono rinviati a giudizio anche i falsi pentiti Giuseppe Pellegriti e Angelo Izzo, accusati di calunnia: infatti Pellegriti, interrogato da Falcone, dichiarò di essere venuto a conoscenza, tramite il capo mafioso Nitto Santapaola, di fatti inediti sul ruolo dell'onorevole Salvo Lima negli omicidi Mattarella e La Torre, circostanza confermata dal suo compagno di cella Izzo; dopo due mesi di indagini, Falcone lo incriminò insieme a Izzo, spiccando nei loro confronti due mandati di cattura per calunnia (poi annullati dal Tribunale della libertà in quanto essi erano già in carcere). Pellegriti, dopo l'incriminazione, ritrattò, attribuendo a Izzo di essere l'ispiratore delle accuse.
Queste le conclusioni del giudice istruttore Gioacchino Natoli:
(pp. 897-898 dell'ordinanza-sentenza del G.I.)

### Le testimonianze successive alla morte di Falcone
Solo dopo la morte di Falcone nella strage di Capaci, Tommaso Buscetta e Francesco Marino Mannoia resero nuove dichiarazioni sul caso Mattarella perché avevano deciso di rompere il silenzio sui rapporti tra mafia e politica che avevano mantenuto nei loro precedenti interrogatori. In un nuovo interrogatorio reso l'11 settembre 1992, in località protetta, a Washington, e promosso in sede di rogatoria internazionale dagli Uffici della Procura di Palermo, Buscetta affermò:
(Tommaso Buscetta)
Lo stesso Buscetta, sentito dalla Commissione Parlamentare antimafia presieduta dall'on. Luciano Violante il 12 novembre 1992, affermò: «Le garantisco che i fascisti in questo omicidio non c'entrano. Quei due sono innocenti. Glielo garantisco. E chi vivrà, vedrà. Credo che Mattarella in special modo volesse fare della pulizia in questi appalti. Se andate a vedere a chi sono andati gli appalti in tutti questi anni, con facilità voi andrete a scoprire cose inaudite. Non avevano bisogno di due fascisti. La Cosa nostra non fa agire due fascisti per ammazzare un presidente della Regione. È un controsenso».
Nel corso dell'interrogatorio reso il 3 aprile 1993 e promosso in sede di rogatoria internazionale dagli uffici della Procura di Palermo, Francesco Marino Mannoia – a quel tempo testimone di giustizia sotto la protezione dell'F.B.I. – rese anch'egli nuove dichiarazioni sui retroscena del delitto Mattarella:
(Francesco Marino Mannoia)

### La nuova indagine
Nel 2018 quotidiani nazionali hanno diffuso la notizia di una riapertura delle indagini sull'omicidio, anche con riferimento ai rapporti tra Cosa nostra palermitana e l'eversione del terrorismo di destra: l'indagine della Procura di Palermo è affidata al Procuratore Francesco Lo Voi, all'Aggiunto Salvatore De Luca e al Sostituto Roberto Tartaglia.

## Procedimenti giudiziari

### Il processo per i "delitti politici"

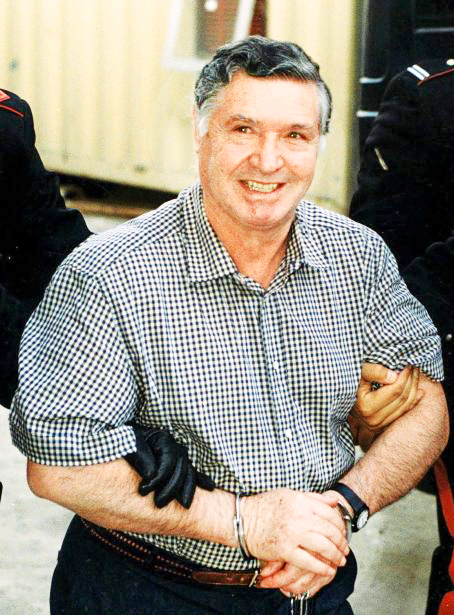
Salvatore Riina, condannato all'ergastolo come mandante nel processo sui "delitti politici" Mattarella-Reina-La Torre

Il processo di primo grado per i "delitti politici" Mattarella-Reina-La Torre si aprì il 12 aprile 1992 nell'aula bunker del carcere dell'Ucciardone, di fronte alla I Sezione Penale del Tribunale di Palermo, presieduta dal dott. Gioacchino Agnello con giudice a latere la dott.ssa Silvana Saguto. A rappresentare l'accusa vennero nominati i pubblici ministeri Guido Lo Forte e Giuseppe Pignatone. Si costituirono parti civili, tra gli altri, i familiari di Mattarella: il fratello Sergio (all'epoca vicesegretario nazionale della DC), la vedova Irma Chiazzese e il figlio Bernardo.
Per ragioni di sicurezza, numerose udienze si tennero presso l'aula bunker del carcere di Rebibbia a Roma, soprattutto quelle in cui dovevano essere ascoltati i collaboratori di giustizia sotto protezione. Nel marzo 1993, durante il corso del processo, salì sul banco dei testimoni l'imputato principale, Salvatore Riina (alla sua prima apparizione pubblica dopo l'arresto), il quale affermò di essere vittima di un complotto ordito dai cosiddetti "pentiti" e negò addirittura di far parte di Cosa nostra, paragonandosi al presentatore televisivo Enzo Tortora. Durante il dibattimento, avvennero anche i confronti tra Riina e i suoi due principali accusatori, Giuseppe Marchese e Gaspare Mutolo (che ottennero visibilità nazionale poiché vennero trasmessi dal programma televisivo Un giorno in pretura), mentre quello con Tommaso Buscetta venne rifiutato dallo stesso Riina poiché affermò che era un personaggio di scarsa moralità rispetto a lui.
Infine il 12 aprile 1995 vennero condannati all'ergastolo i boss mafiosi Salvatore Riina, Michele Greco, Bernardo Brusca, Bernardo Provenzano, Giuseppe Calò, Francesco Madonia e Nenè Geraci come mandanti dell'omicidio Mattarella, mentre furono assolti i terroristi neri Valerio Fioravanti e Gilberto Cavallini dall'accusa di essere gli esecutori materiali; furono invece condannati a quattro anni ciascuno di reclusione per calunnia i falsi pentiti Izzo e Pellegriti. Durante il processo, la moglie di Mattarella, testimone oculare, dichiarò inoltre di riconoscere l'esecutore materiale dell'omicidio nella persona di Giuseppe Valerio Fioravanti, ma la testimonianza della signora Mattarella e le altre testimonianze contro di lui (quella del fratello Cristiano Fioravanti e di Angelo Izzo) non furono ritenute abbastanza attendibili. Bernardo Mattarella, figlio di Piersanti, commentò amareggiato: «A mia madre è stato preferito il pentito che dice di non aver mai sentito il nome di Fioravanti. Il mancato ricordo dei pentiti porta a scagionare l'imputato. È l'aberrazione del diritto».
Nelle motivazioni della sentenza è scritto che "l'istruttoria e il dibattimento hanno dimostrato che l'azione di Piersanti Mattarella voleva bloccare proprio quel perverso circuito (tra mafia e pubblica amministrazione) incidendo così pesantemente proprio su questi illeciti interessi" e si aggiunge che da anni aveva "caratterizzato in modo non equivoco la sua azione per una Sicilia con le carte in regola". Sempre secondo la sentenza, a ordinare la sua uccisione fu Cosa nostra perché Mattarella voleva portare avanti un'opera di modernizzazione dell'amministrazione regionale e per questo aveva incominciato a contrastare l'ex sindaco Vito Ciancimino per un suo rientro nel partito con incarichi direttivi, come sostenuto dai "pentiti" Gaspare Mutolo e Giuseppe Marchese; Ciancimino infatti era il referente politico dei Corleonesi. Per queste ragioni, alla fine del 1979 Mattarella aveva deciso di chiedere al segretario nazionale del partito, Benigno Zaccagnini, il commissariamento del Comitato Provinciale di Palermo della Democrazia Cristiana, perché aveva visto "ritornare con forte influenza Ciancimino", il quale aveva siglato un patto di collaborazione con la corrente andreottiana, in particolare con l'onorevole Salvo Lima.
La sentenza di primo grado - per quanto riguarda il delitto Mattarella - venne confermata in appello il 17 febbraio 1998. Il sostituto procuratore generale, Leonardo Agueci, rappresentante dell'accusa nel secondo grado, aveva chiesto di condannare Fioravanti e Cavallini come esecutori materiali, insistendo sulle dichiarazioni di Cristiano Fioravanti, ma la Corte d'Assise d'appello, considerandolo del tutto inattendibile, non fu dello stesso avviso. La sentenza divenne definitiva con la conferma in Cassazione nel maggio del 1999.

#### Gli esecutori materiali
Gli esecutori materiali non sono mai stati individuati con certezza poiché le dichiarazioni dei collaboratori di giustizia provenienti dalle file di Cosa nostra furono spesso contraddittorie. Francesco Marino Mannoia sostenne, sempre nell'interrogatorio del 3 aprile 1993, di aver appreso da Bontate che all'omicidio Mattarella «parteciparono Federico Salvatore (il quale era a bordo di un'autovettura), Davì Francesco (uomo d'onore di una famiglia che in questo momento non ricordo, e di mestiere pasticcere), Rotolo Antonino, Inzerillo Santino ed altri che in questo momento non ricordo».
Buscetta e Marino Mannoia fecero il nome di Calogero Ganci e Francesco Paolo Anselmo, della Famiglia della Noce, come possibili partecipanti ma quando nel 1996 iniziarono pure loro a collaborare con la giustizia, negarono qualsiasi coinvolgimento.
Gaspare Mutolo sostenne che Francesco Davì (già indicato da Mannoia) partecipò al delitto per rimediare a uno "sgarro" che aveva commesso in passato nei confronti di altri "uomini d'onore".
Giovanni Brusca affermò che nell'omicidio Mattarella era coinvolto Giuseppe Leggio, parente del famigerato boss corleonese Luciano, che rimase vittima della "lupara bianca" nel 1989.
Sentito nel processo d'appello per i "delitti politici", Francesco Di Carlo affermò che il boss Bernardo Brusca (padre di Giovanni) gli avrebbe confidato che l'assassino di Mattarella era Antonino Madonia e che la "pista nera" sarebbe stata imboccata dagli inquirenti dell'epoca poiché il terrorista Valerio Fioravanti era molto somigliante a Madonia. Lo stesso Fioravanti, intervistato dal giornale online IlSicilia.it nel gennaio 2020, disse: «Esiste un colpevole, ne è stato individuato un altro. Credo che si chiami Madonia. Ne parlavo con una suora amica proprio ieri che mi diceva di averlo incontrato. Sostiene che proprio Madonia si vantava di aver ucciso Mattarella e secondo questa suora poi ad un certo punto avrebbe pure collaborato».
Nonostante Antonino Madonia sia stato condannato come esecutore di una serie di delitti eccellenti a Palermo (da La Torre a Chinnici e dalla Chiesa), nessun mandato di cattura è stato tuttavia mai emesso nei suoi confronti - o nei confronti di altri membri del "gruppo di fuoco" - per l'uccisione del presidente della Regione Siciliana. Dopo il processo di secondo grado, convalidato in Cassazione nel maggio del 1999, nessun procedimento è stato aperto per giudicare gli esecutori materiali "alternativi" del delitto Mattarella indicati dai pentiti di mafia e, più recentemente e per mero "sentito dire", dall'imputato assolto Valerio Fioravanti.
Anche un boss di Cosa Nostra a Catania, Carletto Campanella, è stato accostato al delitto da Maurizio Avola, ex killer di Mafia autoaccusatosi della strage di Via D'Amelio .
La vicenda processuale di Mattarella ha quindi una storia a sé rispetto a molti altri delitti di mafia e di terrorismo, nei quali faticosamente è emersa una "storia" giudiziaria per quanto possibile completa, coerente e plausibile. In più di vent'anni, nei quali le indagini sulla mafia, le nuove collaborazioni di pentiti, i più moderni metodi di investigazione hanno portato a risultati decisivi, la morte del presidente della Regione Siciliana è invece rimasta avvolta nell'oscurità più assoluta: dopo le sentenze per i delitti politici e per il processo Andreotti, nessun testimone o pentito ne ha più parlato, nessun nuovo indizio è saltato fuori, nessuna inchiesta ha incrociato, sia pure incidentalmente, le circostanze relative all'esecuzione del delitto, contrariamente a quanto accaduto per centinaia di episodi delittuosi di tipo mafioso che sono stati accertati nei dettagli grazie al contributo dei collaboratori di giustizia.

### L'omicidio Mattarella nel processo Andreotti
Secondo il collaboratore di giustizia Francesco Marino Mannoia, oggetto di diverse valutazioni nel corso del processo Andreotti perché ritenuto in primo grado non attendibile ma in secondo grado - confermato dalla Cassazione - attendibile, Giulio Andreotti era consapevole dell'insofferenza di Cosa nostra per la condotta di Mattarella, ma non avvertì né l'interessato né la magistratura, pur avendo partecipato ad almeno due incontri con capi mafiosi aventi a oggetto proprio le azioni politiche di Piersanti Mattarella.
In seguito, al termine di un lungo iter giudiziario terminato nel 2004, venne emessa una sentenza per cui all'epoca (più precisamente fino alla primavera del 1980) Giulio Andreotti aveva rapporti stabili con la mafia. L'omicidio Mattarella è in effetti un punto critico del processo Andreotti. I due presunti incontri tra il Presidente democristiano e Bontate sarebbero avvenuti solo per i problemi creati alla mafia dal segretario della DC siciliana. Di quello summenzionato Mannoia ha dato una testimonianza di seconda mano ma ha indicato la data, mentre di uno successivo al delitto, in cui si sarebbe consumata la rottura tra Andreotti e la Cupola, Mannoia sarebbe stato testimone oculare ma non sapeva dare indicazione temporale. Per questo la difesa di Andreotti poté per il primo incontro dimostrare che il suo assistito era altrove e per il secondo no. Il primo grado di giudizio ritenne insufficiente la testimonianza di Mannoia e decisiva la smentita della difesa, onde dedurre che nessuno dei due incontri fosse mai accaduto. Il secondo grado capovolse la sentenza ritenendo Mannoia credibile e affermando che egli aveva solo ricordato una data sbagliata, per cui considerò i due incontri realmente avvenuti. La Cassazione confermò questa sentenza non avendo essa difetti formali da correggere: